# Guangfu, Guangdong
Guangfu (kinesiska: 广福) är en köping i sydöstra Kina. Den ligger i Jiaoling härad i staden Meizhou i provinsen Guangdong, omkring 350 kilometer nordost om provinshuvudstaden Guangzhou. Antalet invånare är 12 266. Befolkningen består av 6 035 kvinnor och 6 231 män. Barn under 15 år utgör 15,0 %, vuxna 15-64 år 71 %, och äldre över 65 år 13,0 %.